# Terre Tollesi
Unter der Bezeichnung Terre Tolesi DOCG oder Tullum DOCG werden italienische Weiß- und Rotweine sowie Schaumweine aus der namensgebenden Gemeinde Tollo (Region Abruzzen) vermarktet. Sie besaßen seit 2008 eine „kontrollierte Herkunftsbezeichnung“ (Denominazione di origine controllata – DOC) und seit dem 18. Juni 2019 eine „kontrollierte und garantierte Herkunftbezeichnung“ (DOCG).

## Erzeugung
Terre Tolesi DOCG oder Tullum DOCG wird in folgenden Weintypen angeboten:
- Terre Tolesi Rosso oder Tullum Rosso (auch als „Riserva“). Muss zu mindestens 95 % aus der Rebsorte Montepulciano bestehen. Höchstens 5 % andere rote, nicht-aromatische Rebsorten, die für den Anbau in der Region Abruzzen zugelassen sind, dürfen – einzeln oder gemeinsam – zugesetzt werden.
- Terre Tolesi Passito Rosso oder Tullum Passito Rosso – muss zu mindestens 90 % aus teilrosinierten Trauben der Rebsorte Montepulciano hergestellt werden. Höchstens 10 % andere analoge Rebsorten, die für den Anbau in der Region Abruzzen zugelassen sind, dürfen – einzeln oder gemeinsam – zugesetzt werden.
- Terre Tolesi Spumante oder Tullum Spumante – muss zu mindestens 60 % aus der Rebsorte Chardonnay hergestellt werden. Höchstens 40 % andere analoge Rebsorten, die für den Anbau in der Region Abruzzen zugelassen sind, dürfen – einzeln oder gemeinsam – zugesetzt werden.
- Bei folgenden fast sortenreinen Weinen müssen mindestens 90 % der genannten Rebsorte enthalten sein. Höchstens 10 % andere analoge Rebsorten, die für den Anbau in der Region Abruzzen zugelassen sind, dürfen – einzeln oder gemeinsam – zugesetzt werden: Terre Tolesi … oder Tullum …: Pecorino oder Passerina.

## Anbau
Der Anbau und die Vinifikation der Weine sind nur in der Gemeinde Tollo in der Provinz Chieti gestattet:
Im Jahr 2018 wurden von 21 Hektar Rebfläche 1.445 hl DOC-Wein erzeugt.